# Wroughtonia ferruginea
Wroughtonia ferruginea är en stekelart som först beskrevs av Charles Thomas Brues 1907.  Wroughtonia ferruginea ingår i släktet Wroughtonia och familjen bracksteklar. Inga underarter finns listade i Catalogue of Life.